# Pero buckleyi
Pero buckleyi är en fjärilsart som beskrevs av Butler 1881. Pero buckleyi ingår i släktet Pero och familjen mätare. Inga underarter finns listade i Catalogue of Life.